# Julián Rebolledo
Julián Rebolledo es un actor estadounidense, mejor conocido por su papel como la voz del padre neurótico Jake Morgendorffer en la serie animada de MTV Daria, Paul del anime Pokémon y como Raul Passos en el videojuego de 2012, Max Payne 3.

## Carrera
En 2000, Rebolledo apareció en el episodio de Law & Order "Vaya Con Dios", como el teniente Orra. En 2001, Rebolledo cofundó Shut Up and Talk con Sean Reyes, un centro de posproducción de audio especializado en talentos vocales. Desde su fundación, Rebolledo ha prestado su voz en off a cientos de anuncios comerciales. En 2004 realizó una gira por Estados Unidos con el musical Heaven Help Us!, actuando como uno de los protagonistas.
Rebolledo fue una voz destacada en la serie de Nick Jr. Go, Diego, Go!.

## Filmografía

### Películas
| Año  | Título           | Papel                     | Notas      |
| ---- | ---------------- | ------------------------- | ---------- |
| 2007 | Chicago 10       | Reportero 2 (voz)         | Documental |
| 2007 | Reservation Road | Locutor de noticias (voz) |            |
| 2009 | Todos están bien | Taxista #2                |            |

### Televisión
| Año       | Título                                                | Papel | Notas                                           |
| --------- | ----------------------------------------------------- | --- | ----------------------------------------------- |
| 1997–2001 | Daria                                                 | Jake Morgendorffer (voz) | 60 episodios                                    |
| 2000      | Law & Order                                           | Orra | Episodio: "Vaya Con Dios"                       |
| 2000      | Is It Fall Yet?                                       | Jake Morgendorffer (voz) | Película de televisión                          |
| 2002      | Is It College Yet?                                    | Jake Morgendorffer (voz) | Película de televisión                          |
| 2005–2010 | Go, Diego! Go!                                        | Animales, efectos de animales, Papi Tití Pigmeo, Pali, Helicóptero, Beluga, Tranimal, Flores, Tío Ñandu, Volcanes, Tapires, Locutor, Plantas rodadoras, Papi Maiasaura, Dinosaurio, Halcones, Señor Cortez, Cóndor, Papi Flamingo, Flamingos (voces) | 13 episodios                                    |
| 2005–2019 | Dora, la exploradora                                  | Trol árbitro, Trol comentarista deportivo, Lock, Locutor, Oso, Almeja, Tritón, Criaturas marinas, Ballena, Rey Juan El Bobo, Papi (voces) | 11 episodios                                    |
| 2007–2022 | Pokémon: Diamante y Perla, Pokémon: Ultimate Journeys | Paul, Investigador, Asistente de laboratorio 2 (voces) | 35 episodios                                    |
| 2010–2016 | Regular Show                                          | Don (voz) | 3 episodios                                     |
| 2011      | One Life to Live                                      | Reverendo Jeffries | 3 episodios                                     |
| 2011      | Dora's Explorer Girls: Our First Concert              | Señor, Panadero de la feria callejera | Película de televisión                          |
| 2014      | Dora y sus amigos                                     | Baker, Llama, Tarjeta, Papi, Árbitro, Alcalde (voces) | 3 episodios                                     |
| 2015      | 47 Secrets to a Younger You                           | Gurú (voz) | Episodio: "Secret No. 19: Strengthen Your Core" |
| 2019      | Welcome to the Wayne                                  | Chico alce (voz) | 2 episodios                                     |
| 2024      | The Loud House                                        | Gus (voz de ópera) | Episodio: "Love Me Tenor"                       |

### Videojuegos
| Año  | Título                                         | Papel                    |
| ---- | ---------------------------------------------- | ------------------------ |
| 2000 | Daria's Inferno                                | Jake Morgendorffer       |
| 2000 | Who Wants to Beat Up a Millionaire?            | Voces                    |
| 2000 | Panty Raider: From Here to Immaturity          |                          |
| 2001 | Deer Avenger 4: The Rednecks Strike Back       |                          |
| 2003 | Manhunt                                        | War Dogs                 |
| 2010 | Red Dead Redemption                            | Líder rebelde mexicano   |
| 2010 | Red Dead Redemption: Undead Nightmare          | Líder rebelde mexicano   |
| 2012 | Max Payne 3                                    | Raul Passos              |
| 2021 | Grand Theft Auto Online: The Cayo Perico Heist | Guardia de Cayo Perico 6 |
| 2022 | Gotham Knights                                 | Voces adicionales        |
| 2023 | Cook Serve Forever                             | Romero                   |

### Web
| Año  | Título       | Papel             | Notas                      |
| ---- | ------------ | ----------------- | -------------------------- |
| 2023 | Helluva Boss | Voces adicionales | Episodio: "Western Energy" |